# Вртешка (Карбинци)
Вртешка (мкд. Вртешка) је насеље у Северној Македонији, у источном делу државе. Вртешка је село у саставу општине Карбинци.

## Природно-географске одлике
Вртешка је смештена у источном делу Северне Македоније. Од најближег града, Штипа, насеље је удаљено око 30 km источно.
Насеље се налази у историјској области Јуруклук. Оно је положено високо, на западним висовима планине Плачковице. Надморска висина насеља је приближно 1.060 метара. Клима је планинска.

## Становништво
Насеље је према последњем попису из 2002. године имало 6 становника. Сви становници насеља чине етнички Македонци, а претежна вероисповест је православље.